# Shaboozey
Коллинз Обинна Чибуэзе (Collins Obinna Chibueze; род. 9 мая 1995) — американский автор-исполнитель, режиссёр и продюсер, более известный под сценическим псевдонимом Shaboozey. В его музыке сочетаются хип-хоп, кантри, рок и американа. Первое внимание он привлек благодаря песне 2018 года «Start a Riot» (с Duckwrth), которая была включена в саундтрек к фильму «Человек-паук: Через вселенные». В 2024 году он сотрудничал с Бейонсе в двух треках из её восьмого студийного альбома Cowboy Carter. В том же году он выпустил кантри-сингл «A Bar Song (Tipsy)», который занял верхнюю строчку Billboard Hot 100 и получил платиновую сертификацию в США, Австралии, Великобритании и Новой Зеландии.

## Биография
Коллинз Обинна Чибуэзе (Collins Obinna Chibueze) родился 9 мая 1995 года в северной части штата Вирджиния (США) у родителей из Нигерии и вырос в Вудбридже, штат Вирджиния. Его сценический псевдоним образован от неправильного произношения его фамилии Chibueze, что в переводе с языка игбо означает «Бог — король».
В детстве его вдохновлял просмотр музыкальных клипов на шоу 106 & Park. Шабузи основал продюсерскую компанию V Picture Films.

## Музыкальная карьера
В 2014 году Шабузи выпустил свой первый сингл, «Jeff Gordon». Он был подписан с Republic Records в 2017 году после того, как привлек их внимание синглами «Starfoxx» и «Robert Plant», и выпустил свой дебютный студийный альбом, Lady Wrangler, в следующем году. Его второй студийный альбом Cowboys Live Forever, Outlaws Never Die был выпущен в октябре 2022 года на лейбле Empire. Его третий студийный альбом Where I’ve Been, Isn’t Where I’m Going был выпущен 31 мая 2024 года, который он будет продвигать хедлайнерскими концертами в США, а также выступлением в качестве открывающего артиста в туре Джесси Мерф. Хотя в его ранней музыке было больше влияния трэпа, в его поздних песнях больше фолк-попа с акустической гитарой. В интервью ColorsxStudios Шабузи упоминает Rolling Stones, Grateful Dead, Боба Дилана и Led Zeppelin как исполнителей, повлиявших на его творчество, а также фильмы Мартина Скорсезе, такие как Таксист.

### A Bar Song (2024)
Прорывной в его карьере стала запись песни «A Bar Song», премьера которой состоялась 12 апреля 2024 года. Песня очень скоро достигла первого места в чартах Billboard в разделе Hot Country Songs, сменив там трек Бейонсе «Texas Hold ’Em». В результате это стало первым случаем, когда данный чарт дважды подряд возглавляли чернокожие артисты. Также Шабузи с этой песней стал первым чернокожим артистом на вершине чартов Billboard в разделах Hot 100 и Hot Country Songs одновременно. Ранее этого смогла добиться лишь Бейонсе. Также Шабузи стал первым чернокожим исполнителем, который одновременно был на вершине кантри-чартов Биллборда в разделах Hot Country Songs и Country Airplay. В начале сентября песня провела восьмую неделю на первом месте Hot 100.
К августу песня добилась мультиплатинового статуса: трижды платиновый статус в США, дважды платиновый в Австралии и Новой Зеландии, по одному разу в Великобритании и в Швеции.

## Дискография
Дискография Shaboozey включает, в том числе, следующие релизы:
- «A Bar Song (Tipsy)», № 1 в Billboard Hot 100 (2024)

## Награды и номинации

### Grammy Awards
| Год  | Номинируемая работа                      | Категория                                             | Результат |
| ---- | ---------------------------------------- | ----------------------------------------------------- | --------- |
| 2025 | Shaboozey                                | Премия «Грэмми» лучшему новому исполнителю            | Ожидается |
| 2025 | «Spaghettii» (с Бейонсе и Linda Martell) | Премия «Грэмми» за лучшее исполнение мелодичного рэпа | Ожидается |
| 2025 | «A Bar Song (Tipsy)»                     | Премия «Грэмми» за лучшую песню года                  | Ожидается |
| 2025 | «A Bar Song (Tipsy)»                     | Премия «Грэмми» за лучшую кантри-песню                | Ожидается |
| 2025 | «A Bar Song (Tipsy)»                     | Премия «Грэмми» за лучшее сольное кантри-исполнение   | Ожидается |

### People’s Choice Country Awards
| Год  | Номинируемая работа                    | Категория               | Результат |
| ---- | -------------------------------------- | ----------------------- | --------- |
| 2024 | Shaboozey                              | New Artist of 2024      | Победа    |
| 2024 | Where I've Been, Isn't Where I'm Going | Album of 2024           | Номинация |
| 2024 | «A Bar Song (Tipsy)»                   | Song of 2024            | Номинация |
| 2024 | «A Bar Song (Tipsy)»                   | Male Song of 2024       | Номинация |
| 2024 | «A Bar Song (Tipsy)»                   | New Artist Song of 2024 | Победа    |
| 2024 | «My Fault» (при участии Ноа Сайрус)    | Crossover Song of 2024  | Номинация |
| 2024 | «Let It Burn»                          | Music Video of 2024     | Номинация |

### Country Music Association Awards
| Год  | Номинируемая работа  | Категория              | Результат |
| ---- | -------------------- | ---------------------- | --------- |
| 2024 | Shaboozey            | New Artist of the Year | Ожидается |
| 2024 | «A Bar Song (Tipsy)» | Single of the Year     | Номинация |

### MTV Video Music Awards
| Год  | Номинируемая работа  | Категория                             | Результат |
| ---- | -------------------- | ------------------------------------- | --------- |
| 2024 | Shaboozey            | Лучший новый артист — Best New Artist | Номинация |
| 2024 | «A Bar Song (Tipsy)» | Song of Summer                        | Номинация |